# Gouzougnat
Gouzougnat est une  ancienne commune française située dans le département de la Creuse et la région Nouvelle-Aquitaine. Elle est associée à la commune de Gouzon depuis 1972.

## Géographie
Dans le quart nord-est du département de la Creuse, le territoire de Gouzougnat forme la partie sud-ouest de la commune de Gouzon. Il est arrosé par la Goze, affluent de rive gauche de la Voueize. En 1877, sur le tableau d'assemblage du cadastre napoléonien de la commune, celle-ci était délimitée par Parsac au nord-ouest, Les Forges au nord-est, Saint-Chabrais au sud-est et Saint-Dizier au sud-ouest
À l'intersection des routes départementales 7 et 65, le petit bourg de Gouzougnat est situé, en distances orthodromiques, cinq kilomètres au sud-ouest du centre-ville de Gouzon, vingt-quatre kilomètres au nord de la sous-préfecture Aubusson et autant à l'est de la préfecture Guéret.

## Toponymie
Anciennes mentions : Gouzongnat en 1793, Gouzonniat en 1801.
Gouzougnat est une déformation de Gouzongnat, un toponyme formé à partir du nom de lieu Gouzon.

## Histoire
La commune de Gouzougnat est créée dans les premières années de la Révolution française.
Le 1er novembre 1972, elle est rattachée à celle de Gouzon sous le régime de la fusion-association et devient commune associée.

## Politique et administration
| Période                                  | Période  | Identité     | Étiquette | Qualité |
| ---------------------------------------- | -------- | ------------ | --------- | ------- |
|                                          | 2014     | Éric Yoth    |           |         |
| 2014                                     | En cours | Gérard Notel |           |         |
| Les données manquantes sont à compléter. |          |              |           |         |

## Démographie
| 1793 | 1800 | 1806 | 1821 | 1831 | 1836 | 1841 | 1846 |
| ---- | ---- | ---- | ---- | ---- | ---- | ---- | ---- |
| 327  | 313  | 354  | 382  | 378  | 404  | 402  | 408  |

| 1851 | 1861 | 1866 | 1872 | 1876 | 1881 | 1886 | 1891 |
| ---- | ---- | ---- | ---- | ---- | ---- | ---- | ---- |
| 391  | 336  | 334  | 342  | 328  | 333  | 357  | 364  |

| 1896 | 1901 | 1906 | 1911 | 1921 | 1926 | 1931 | 1936 |
| ---- | ---- | ---- | ---- | ---- | ---- | ---- | ---- |
| 355  | 332  | 239  | 312  | 278  | 260  | 258  | 250  |

| 1946 | 1954 | 1962 | 1968 | - | - | - | - |
| ---- | ---- | ---- | ---- | - | - | - | - |
| 213  | 190  | 170  | 137  | - | - | - | - |

## Culture locale et patrimoine

### Lieux et monuments
- Église Saint-Pierre-ès-Liens du XIIIe ou XIVe siècle
- Monument aux morts de l'ancienne commune, côté sud-est de l'église.

### Héraldique
| Blason de Gouzougnat | Blason  | D'azur au croissant d'argent surmonté de deux étoiles d'or rangées en fasce ; au chef d'or.                                                     |
| Blason de Gouzougnat | Détails | Cess armes sont celles de Jean des Rièges, écuyer et capitaine d'une compagnie de cavalerie, seigneur de Villemonteix et de Gousougnat en 1669. |

## Galerie de photos

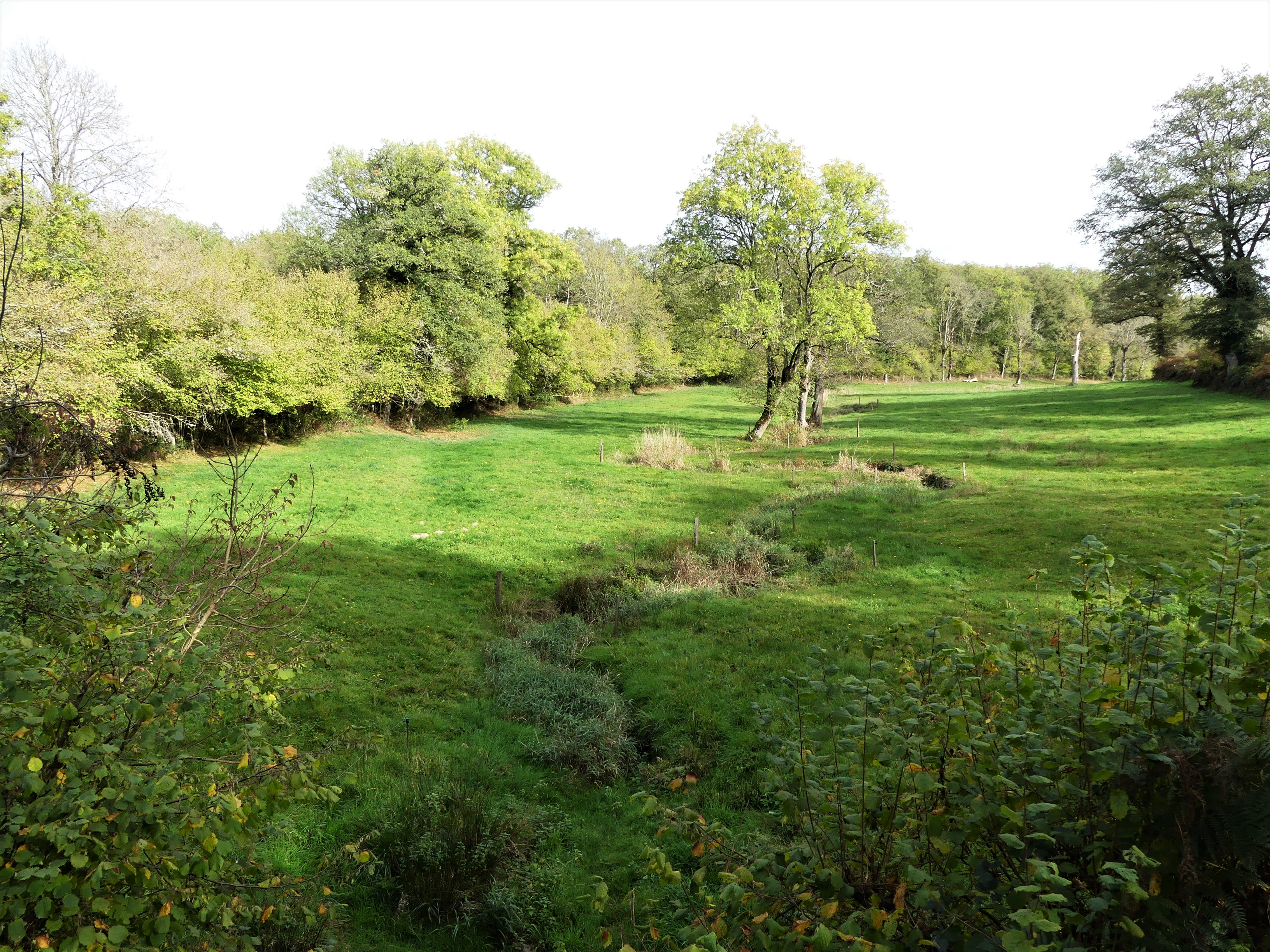
Le cours de la Goze au pont de la RD 65, entre Goze et Gouzougnat.
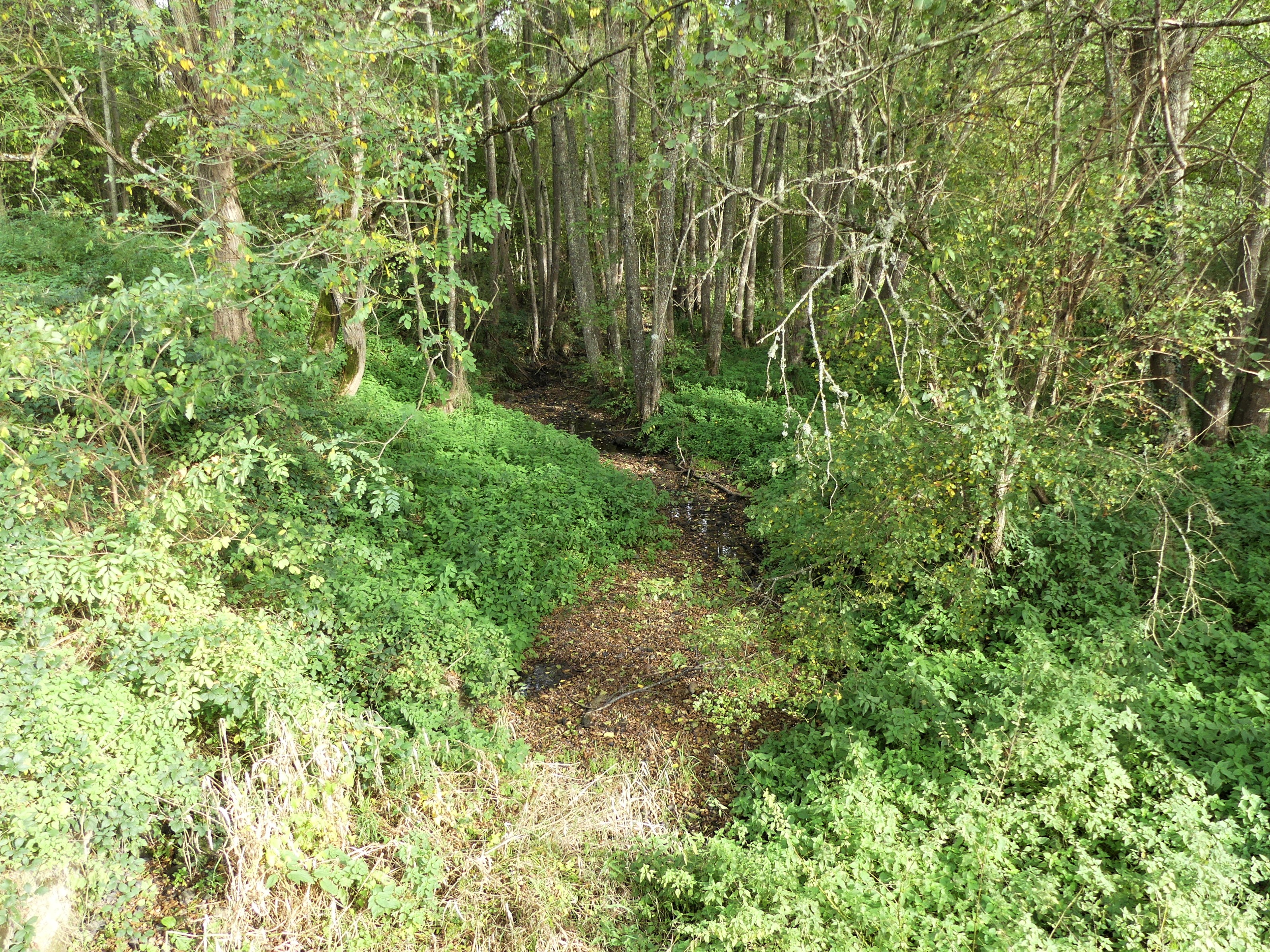
Le lit de la Goze à sec au pont de la RD 7 au nord de Gouzougnat.
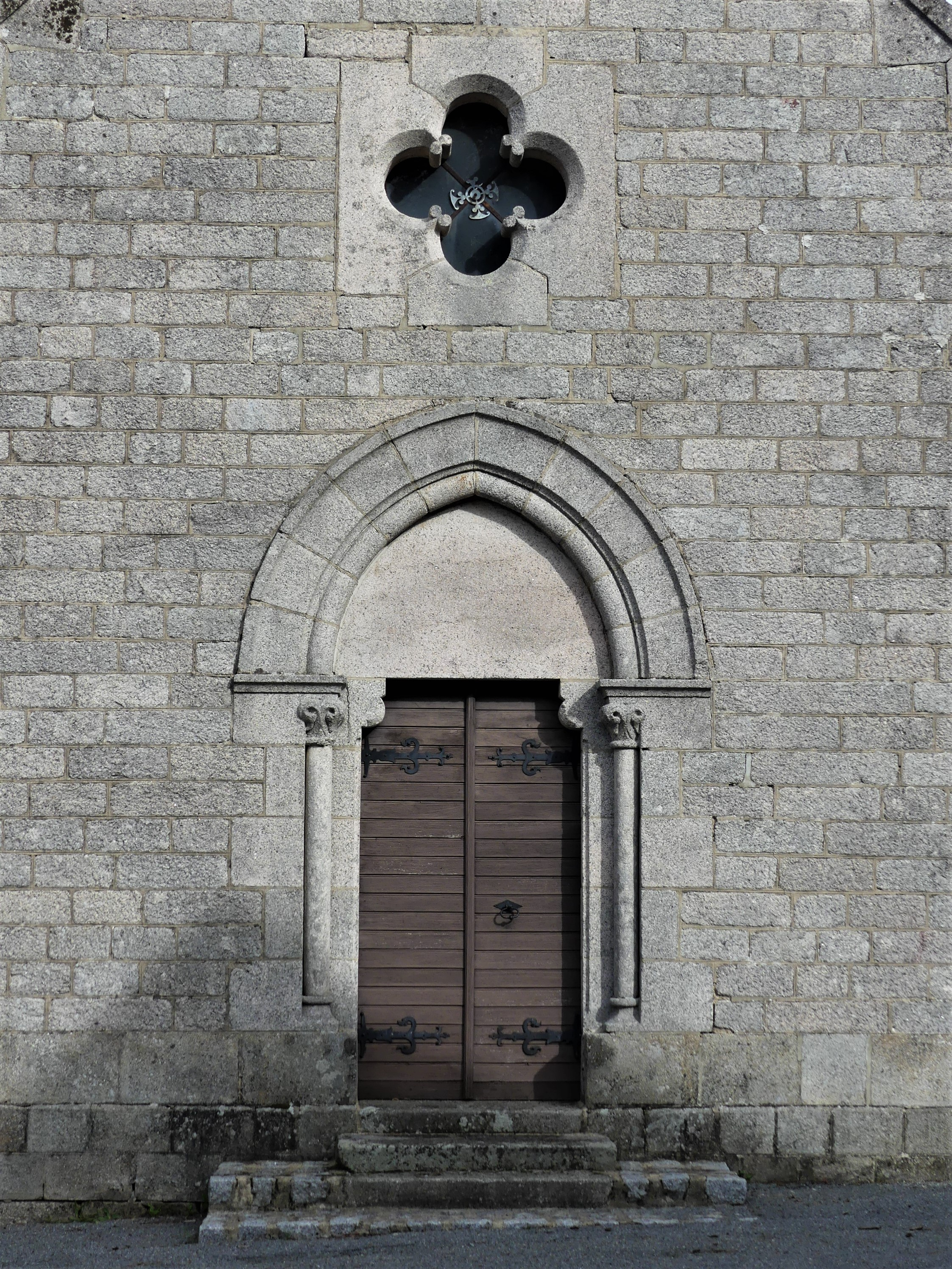
Le portail sud-ouest de l'église Saint-Pierre-ès-Liens.
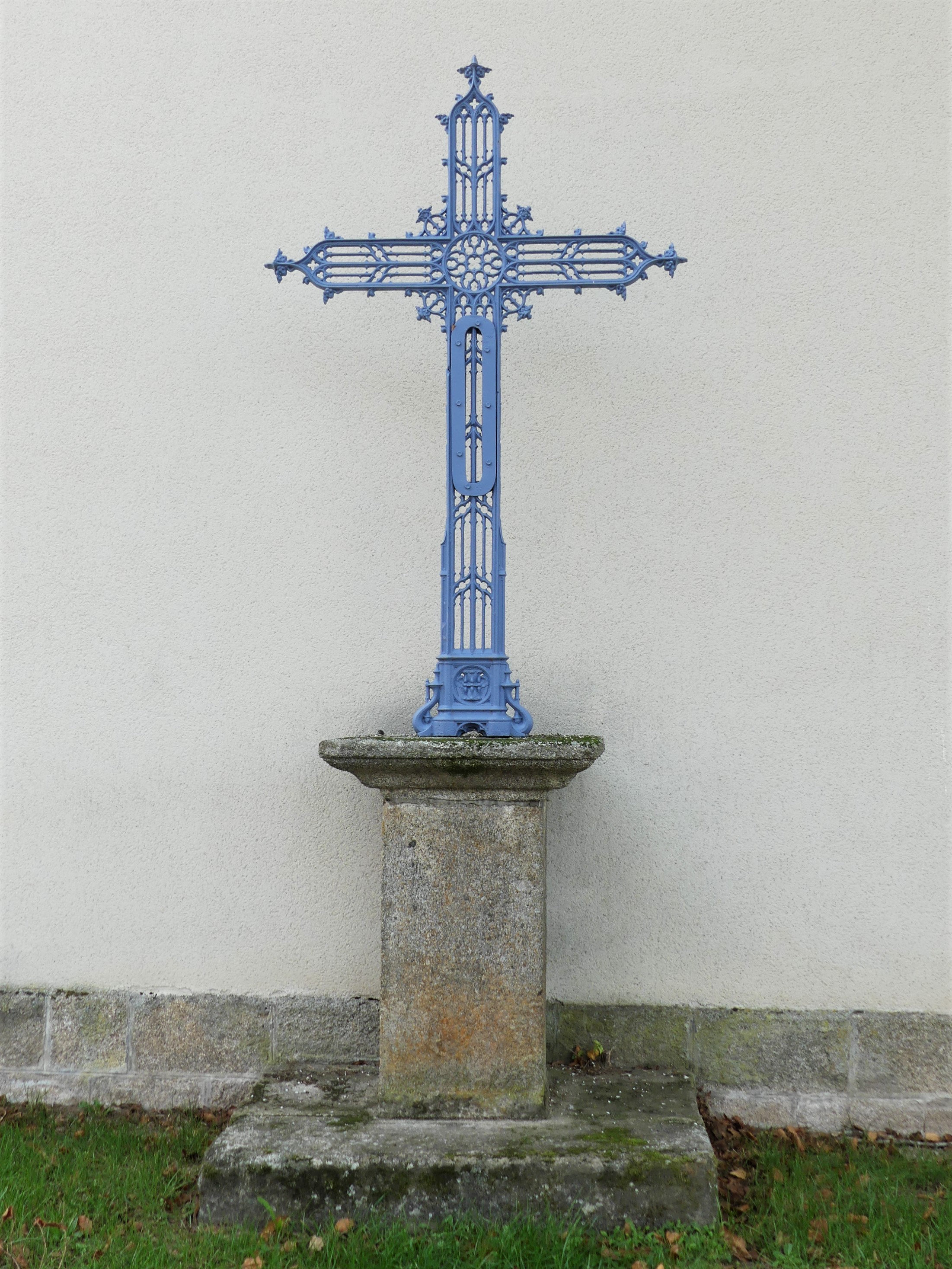
Croix au chevet de l'église.
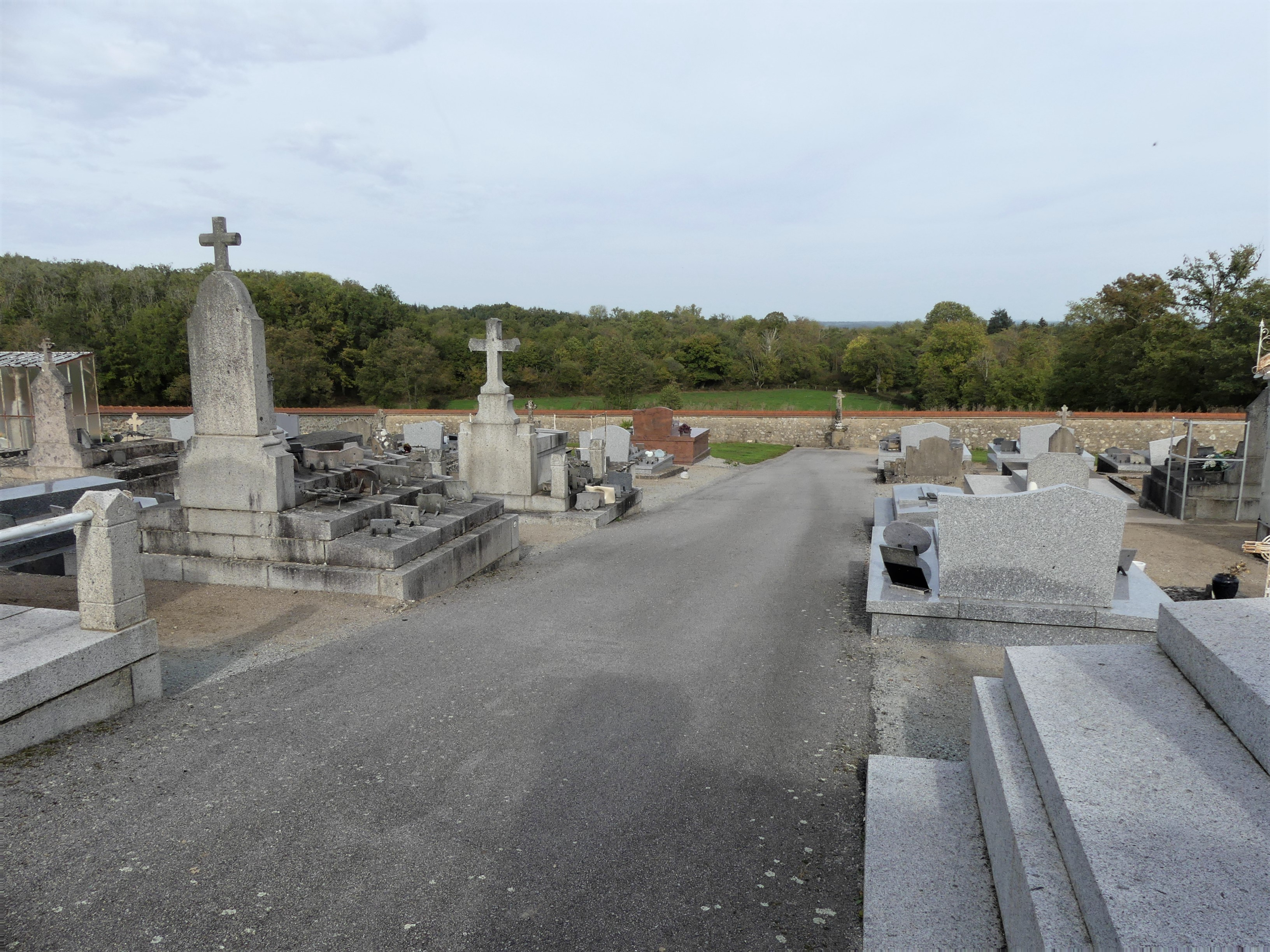
Le cimetière de Gouzougnat.
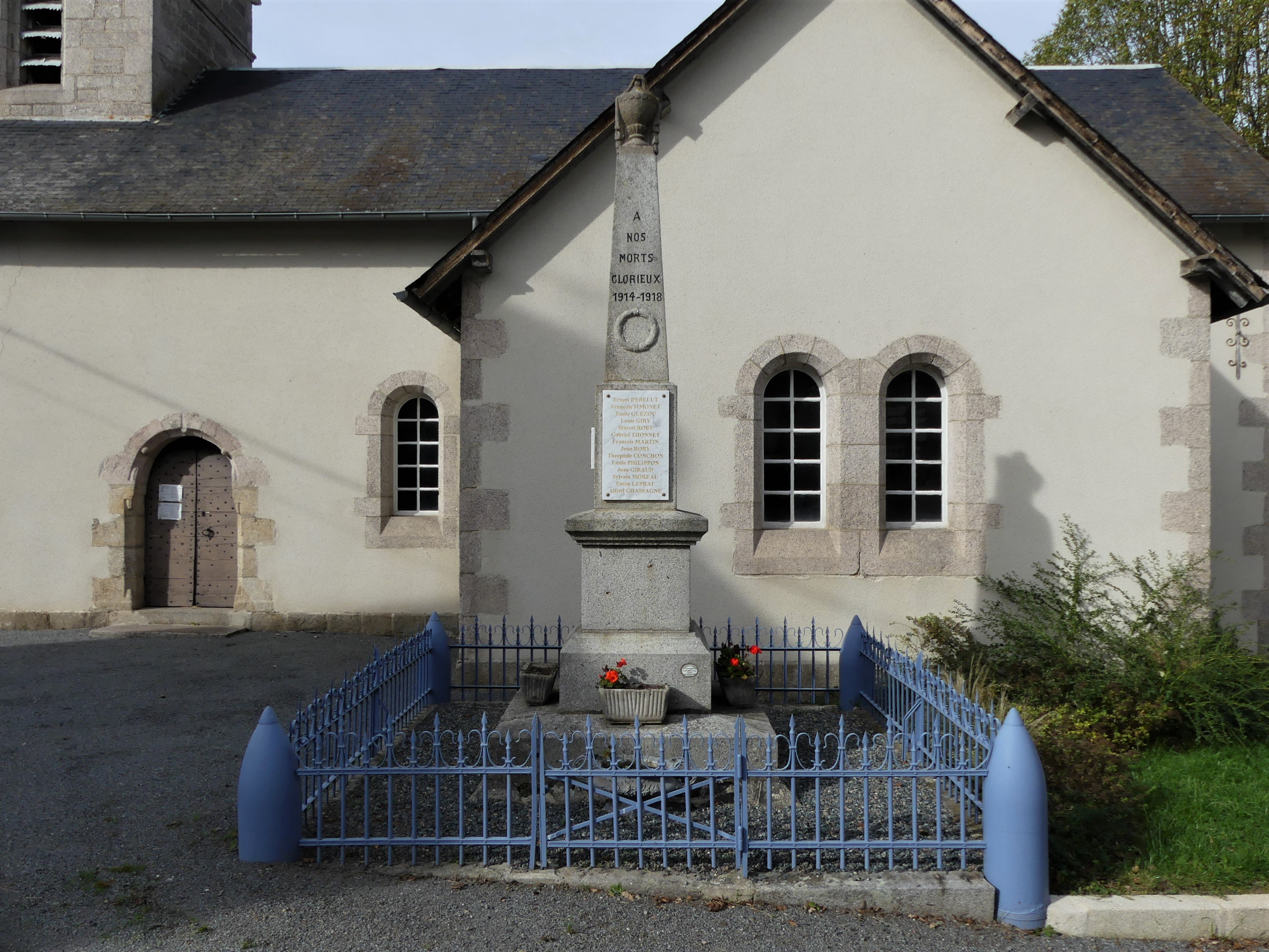
Le monument aux morts.